# Austria en la Copa Mundial de Fútbol de 1934
La selección de Austria fue una de las 16 participantes en la Copa Mundial de Fútbol de 1934, que se realizó en Italia. Logró llegar a semifinales en donde fue derrotada 0:1 por el anfitrión Italia.

## Clasificación

### Grupo 4
| Pos. | País     | J | G | E | P | GF | GC | Pts |
| ---- | -------- | - | - | - | - | -- | -- | --- |
| 1    | Hungría  | 2 | 2 | 0 | 0 | 8  | 2  | 4   |
| 2    | Austria  | 1 | 1 | 0 | 0 | 6  | 1  | 2   |
| 3    | Bulgaria | 3 | 0 | 0 | 3 | 3  | 14 | 0   |

| 25 de abril de 1934 | Austria                                                       | 6–1     | Bulgaria    | Praterstadion, Viena, Austria                                |                                                              |
|                     | Horvath 19' 22' 33' · Zischek 59' · Viertl 62' · Sindelar 67' | Reporte | Lozanov 66' | Asistencia: 25,000 espectadores Árbitro(s): František Cejnar | Asistencia: 25,000 espectadores Árbitro(s): František Cejnar |

## Jugadores
| #     | Nombre            | Posición      | Edad       | Club          |
| ----- | ----------------- | ------------- | ---------- | ------------- |
|       | Josef Bican       | Delantero     | 20         | Rapid Viena   |
|       | Georg Braun       | Delantero     | 27         | Wiener        |
|       | Franz Cisar       | Defensa       | 25         | Wiener        |
|       | Friederich Franzl | Portero       | 29         | Wiener        |
|       | Josef Hassmann    | Delantero     | 24         | First Vienna  |
|       | Leopold Hofmann   | Mediocampista | 28         | First Vienna  |
|       | Johann Horvath    | Delantero     | 31         | FC Viena      |
|       | Anton Janda       | Defensa       | 30         | Admira Viena  |
|       | Matthias Kaburek  | Delantero     | 23         | Rapid Viena   |
|       | Peter Platzer     | Portero       | 23         | Admira Viena  |
|       | Rudolf Raftl      | Portero       | 23         | Rapid Viena   |
|       | Anton Schall      | Delantero     | 26         | Admira Viena  |
|       | Willibald Schmaus | Defensa       | 22         | First Vienna  |
|       | Karl Sesta        | Defensa       | 28         | Wiener        |
|       | Matthias Sindelar | Delantero     | 31         | Austria Viena |
|       | Josef Smistik     | Mediocampista | 28         | Rapid Viena   |
|       | Josef Stroh       | Delantero     | 21         | Austria Viena |
|       | Johann Urbanek    | Mediocampista | 23         | Admira Viena  |
|       | Rudolf Viertl     | Delantero     | 31         | Austria Viena |
|       | Franz Wagner      | Mediocampista | 22         | Rapid Viena   |
|       | Hans Walzhofer    | Delantero     | 28         | Wacker Viena  |
|       | Karl Zischek      | Delantero     | 23         | Wacker Viena  |
| D. T. | Hugo Meisl        | Hugo Meisl    | Hugo Meisl | Hugo Meisl    |

## Participación

### Primera fase
| 27 de mayo de 1934, 16:30 | Austria                                | 3:2 (1:1, 1:1) (t. s.) | Francia                            | Stadio Benito Mussolini, Turín                                                  |                                                                                 |
|                           | Sindelar 44' · Schall 93' · Bican 109' | Reporte                | Nicolas 18' · Verriest 116' (pen.) | Asistencia: 16 000 espectadores Árbitro(s): Johannes van Moorsel (Países Bajos) | Asistencia: 16 000 espectadores Árbitro(s): Johannes van Moorsel (Países Bajos) |

### Cuartos de final
| 31 de mayo de 1934, 16:30 | Austria                  | 2:1 (1:0) | Hungría           | Stadio del Littoriale, Bolonia                                        |                                                                       |
|                           | Horvath 8' · Zischek 51' | Reporte   | Sárosi 60' (pen.) | Asistencia: 23 000 espectadores Árbitro(s): Francesco Mattea (Italia) | Asistencia: 23 000 espectadores Árbitro(s): Francesco Mattea (Italia) |

### Semifinales
| 3 de junio de 1934, 16:30 | Italia     | 1:0 (1:0) | Austria | Estadio San Siro, Milán                                          |                                                                  |
|                           | Guaita 19' | Reporte   |         | Asistencia: 35 000 espectadores Árbitro(s): Ivan Eklind (Suecia) | Asistencia: 35 000 espectadores Árbitro(s): Ivan Eklind (Suecia) |

### Tercer lugar
| 7 de junio de 1934, 18:00                                               | Alemania                   | 3:2 (3:1) | Austria                 | Stadio Giorgio Ascarelli, Nápoles                                 |                                                                   |
|                                                                         | Lehner 1', 42' · Conen 27' | Reporte   | Horvath 28' · Sesta 54' | Asistencia: 7000 espectadores Árbitro(s): Albino Carraro (Italia) | Asistencia: 7000 espectadores Árbitro(s): Albino Carraro (Italia) |
| Alemania se convierte en el primer debutante en quedar en tercer lugar. |                            |           |                         |                                                                   |                                                                   |